# KkStB 11 sorozatú szerkocsi
A kkStB 11 sorozatú szerkocsi egy  háromtengelyes szerkocsi sorozat volt az osztrák Császári és Királyi Osztrák Államvasutaknál (k.k. österreichischen Staatsbahn, kkStB), melyek eredetileg a Süd-Norddeutsche Verbindungsbahn-tól (SNDVB) és az Österreichische Nordwestbahntól (ÖNWB) származtak.
Az SNDVB ezeket a szerkocsikat 1858/59–ben a Ringhoffer Prága-Smichov-üzemétől szerezte be.
Az államosítás után a szerkocsikat a kkStB a kkStB 11 szerkocsi sorozatba osztotta be. A szerkocsik csak a kkStB 133 sorozatú (ex ÖNWB IVa és IVb) mozdonyokkal voltak kapcsolva.

## Fordítás
- Ez a szócikk részben vagy egészben  a   kkStB Tenderreihe 11 című német Wikipédia-szócikk fordításán alapul.  Az eredeti cikk szerkesztőit annak laptörténete sorolja fel. Ez a jelzés csupán a megfogalmazás eredetét és a szerzői jogokat jelzi, nem szolgál a cikkben szereplő információk forrásmegjelöléseként.